# Monte Darwin (Antártida)
Monte Darwin (85° 02′ S, 163° 08′ L) é um nunatak ou ilha de glaciar, no topo do glaciar Beardmore, junto ao planalto polar e a cerca de 8 km a OSO do Monte Bowers. Foi descoberto e batizado pela Expedição Antártica Britânica (1907–09) em homenagem ao Major Leonard Darwin, presidente da Real Sociedade Geográfica.